# Jodie Henry
Jodie Clare Henry (ur. 17 listopada 1983 roku w Brisbane) – australijska pływaczka specjalizująca się w stylu dowolnym, trzykrotna mistrzyni olimpijska, pięciokrotna mistrzyni świata i była rekordzistka globu.
30 września 2009 r. zakończyła karierę pływacką.

## Wyróżnienia
- 2004: najlepsza pływaczka Azji i Oceanii

## Odznaczenia
- Order of Australia

## Rekordy świata
| Konkurencja           | Basen      | Rezultat | Data             | Miejsce | Status                             |
| --------------------- | ---------- | -------- | ---------------- | ------- | ---------------------------------- |
| 100 m stylem dowolnym | 50-metrowy | 53,52    | 18 sierpnia 2004 | Ateny   | do 31 stycznia 2006 Lisbeth Lenton |